# Lycodon laoensis
Espèce
Statut de conservation UICN

 LC  : Préoccupation mineure
Lycodon laoensis est une espèce de serpent de la famille des Colubridae. C'est un serpent non venimeux.

## Répartition
Cette espèce est présente en Inde, en Chine (province du Yunnan), au Cambodge, en Thaïlande, en Malaisie péninsulaire, au Laos et au Viêt Nam.

## Description
Dans sa description Günther indique que cette espèce mesure environ 42 cm dont 9 cm pour la queue. Son dos est noir profond avec des rayures transversales blanches, la première d'entre elles formant un collier. Sa face ventrale est blanche.
Lycodon laoensis est un serpent non venimeux. Elle peut être confondu avec le Krait, qui est très vénéneux.

## Étymologie
Son nom d'espèce, composé de lao[s] et du suffixe latin -ensis, « qui vit dans, qui habite », lui a été donné en référence au lieu de sa découverte.

## Publication originale
- Günther, 1864 : The reptiles of British India, London, Taylor & Francis, p. 1-452 (texte intégral).